# چاوگای
چاوگای (به لاتین: Cawgay) یک منطقهٔ مسکونی در افغانستان است که در ولایت زابل واقع شده‌است.